# Тосун бей
Тосун бей (на турски: Tosun bey) е османски военен и башибозушки командир, прочут с кланетата, извършени от неговите подразделения по време на Априлското въстание от 1876 година в село Клисура.

## Биография
При избухването на Априлското въстание Тосун бей тръгва с три хиляди души от Карлово срещу Клисура и среща въстаниците, начело с Никола Караджов, на 26 април в местността Зли дол. В тази битка с точни изстрели Нейчо Калъча поваля неколцина от щаба на Тосун бей. Първоначално башибозукът е стъписан, но скоро отново тръгва в атака на юруш. При Зли дол настъплението им се забавя, поради здравия отпор на клисурци. Това принуждава Тосун бей да свика военен съвет. С измамни обещания той се опитва да подмами въстаниците в неуспешен опит да ги накара да сложат оръжие. Тогава разделя башибозука си на две части. Насочва дясната колона на север от Клисура, а лявата колона заобикаля града от южна посока. Въстаниците нямат достатъчно хора и оръжие, с които да им противостоят. Застрашени от обкръжение, те започват да се оттеглят, за да помогнат на своите останали беззащитни жени, деца и старци в селото. Лявата турска колона нахлува в Клисура и подлага на палеж крайните къщи. В настъпилата паника сред населението, въстаниците и техните близки се отправят през прохода Върлишница към съседната Копривщица, а огънят в това време изпепелява къщите им. Клисура е разграбена, изгорена и плячкосана. От хиляда и двеста къщи се запазва само една. Частите на Тосун избиват около четиристотин души, предимно жени и деца.
През 1876 г. в Измирлиевата кула, наричана от местните хора Бинъта (бинъ – сграда), било събрано българското население на село Дерелий от Тосун бейовите главорези на Клисура, за да бъде изклано също, но българите успели да изпратят съобщение по свой съселянин турчин до мютесарифина в Карлово, който с куриер изпратил писмо до Тосун, в което му отправил заплахи за съд и присъда, ако падне и косъм от главата на дерелийци. Заплахата на мютесарифина изглежда подействала. Все пак беят лично убил един дерелиец, някой си дядо Нешо, с когото имал лично вземане-даване, но другите не посмял да закача и ги проводил да си идат по домовете.
Тосун бей, вече произведен паша, през май или юни 1876 година е призован пред разследващата европейска комисия. На въпросите относно опожаряването, плячкосването и клането на населението в Клисура, Тосун отговаря, че това е защото населението били комити. След констатация на членове на комисията, че мъжете са комити, но за жените, децата, къщите и чешмите това няма как да е вярно, беят получава неизвестно какво наказание.
Тосун бей е герой в романа на Иван Вазов „Под игото“. В двете версии, екранизации на романа, е изигран от Стефан Пейчев (1952 г.) и Джоко Росич (1990 г.).